# Pedaliodes daulis
Pedaliodes daulis är en fjärilsart som beskrevs av Otto Thieme 1905. Pedaliodes daulis ingår i släktet Pedaliodes och familjen praktfjärilar. Inga underarter finns listade i Catalogue of Life.